# Фенриз
Гюльве Фенрис Нагелль (норв. Gylve Fenris Nagell, урожд. Лейф Нагелль (норв. Leif Nagell)), более известный под псевдонимом Фенриз (норв. Fenriz; род. 28 ноября 1971 года в Норвегии) — норвежский музыкант, журналист, радиоведущий и политик. Больше всего известен как автор текстов и музыки блэк-метал-группы Darkthrone. Фенриз известен своими энциклопедическими знаниями в области метал-музыки, активным продвижением андеграундных групп и этики DIY, а также неприятием «шоу-бизнеса в музыкальной индустрии». Также является единственным участником фолк/блэк-проекта Isengard, создателем дарк-эмбиент-проекта Neptune Towers, вокалистом группы Coffin Storm, барабанщиком группы Valhall и одним из участников (ударником, автором текстов и музыки, вокалистом) группы Storm.

## Биография
Родился 28 ноября 1971 года в Кульботне, Норвегия. Знакомство Фенриза с хэви-метал-музыкой произошло, когда он был ребёнком. На день рождения он получил от своего дяди альбом Uriah Heep Sweet Freedom. В 1986 году он вместе с Иваром Энгером и Андерсом Рисбергетом основал дэт-метал группу Black Death. В возрасте 16 лет Фенриз бросил школу и начал работать, чтобы обеспечить свою музыку. К 1988 году к ним присоединился Тед Шеллум (Nocturno Culto), и группа была переименована в Darkthrone. Выпустив свой первый дэт-метал-альбом в 1991 году, группа сменила стиль и стала одной из ведущих групп на ранней норвежской блэк-метал-сцене. Фенриз говорит, что у него был пассивный интерес к Bathory и Celtic Frost, но утверждает, что не понимал «тьму» блэк-метала, пока не услышал песню венгерской группы Tormentor. Второй альбом Darkthrone, A Blaze in the Northern Sky, записанный в августе 1991 года в Creative Studios и выпущенный в феврале 1992 года, считается одним из самых важных альбомов, определивших жанр блэк-метал. Darkthrone не участвовали в поджогах церквей и убийствах, совершённых некоторыми другими участниками сцены, и Фенриз осудил «шумиху» вокруг этого.
Музыкант ведёт на NTS Radio ежемесячную программу Radio Fenriz.

### Политическая карьера
В 2016 году Фенриз неожиданно выиграл выборы в совет коммуны Оппегор, центром которой является Кульботн. По его словам, он на спор согласился участвовать в выборах лишь потому, что был уверен, что его не изберут. Девизом его избирательной кампании было «Пожалуйста, не голосуйте за меня», а в качестве фотографии кандидата он использовал фото со своим котом. О своём избрании он заявил следующее: «Я сказал „Да“, думая, что я буду где-то 18-м в списке и мне не придётся ничего делать… В основном, я должен подключаться к работе, когда люди, которые обычно ходят на большие собрания, вдруг заболевают, или с ними что-то случается. Вот тогда я должен прийти, сидеть там и чувствовать себя дураком среди порядочных людей». Уйти с этой должности Фенриз смог только через 4 года после избрания.

## Дискография
Ниже перечислены основные альбомы, в создании которых принял участие Фенриз.
| Год  | Название                        | Группа                        | Инструменты                      |
| ---- | ------------------------------- | ----------------------------- | -------------------------------- |
| 1987 | Trash Core '87 (demo)           | Black Death (pre-Darkthrone)  | ударные, вокал                   |
| 1987 | Black is Beautiful (demo)       | Black Death (pre-Darkthrone)  | ударные, вокал                   |
| 1987 | Land of Frost (demo)            | Darkthrone                    | ударные, вокал                   |
| 1987 | A New Dimension (demo)          | Darkthrone                    | ударные                          |
| 1988 | The Castle of Death (demo)      | Valhall                       | ударные                          |
| 1989 | Thulcandra (demo)               | Darkthrone                    | ударные, вокал                   |
| 1989 | Cromlech (demo)                 | Darkthrone                    | ударные                          |
| 1989 | Spectres Over Gorgoroth (demo)  | Isengard                      | все                              |
| 1991 | Horizons (demo)                 | Isengard                      | все                              |
| 1991 | Soulside Journey                | Darkthrone                    | ударные                          |
| 1991 | Goatlord (demo)                 | Darkthrone                    | ударные, вокал                   |
| 1992 | A Blaze in the Northern Sky     | Darkthrone                    | ударные                          |
| 1993 | Under a Funeral Moon            | Darkthrone                    | ударные                          |
| 1993 | Vanderen (demo)                 | Isengard                      | все                              |
| 1994 | Transilvanian Hunger            | Darkthrone                    | ударные, ритм-гитара, бас-гитара |
| 1994 | Caravans to Empire Algol        | Neptune Towers                | все                              |
| 1994 | Promo 1994 (demo)               | Dødheimsgard                  | бас-гитара                       |
| 1995 | Høstmørke                       | Isengard                      | все                              |
| 1995 | Transmissions from Empire Algol | Neptune Towers                | все                              |
| 1995 | Panzerfaust                     | Darkthrone                    | ударные, гитара, бас-гитара      |
| 1995 | Nordavind                       | Storm                         | ударные, вокал                   |
| 1995 | Kronet Til Konge                | Dødheimsgard                  | бас-гитара, вокал                |
| 1995 | Moonstoned                      | Valhall                       | ударные                          |
| 1995 | Promo 1995 (demo)               | Dødheimsgard                  | бас-гитара, вокал                |
| 1996 | Total Death                     | Darkthrone                    | ударные, гитара, бас-гитара      |
| 1997 | Heading for Mars                | Valhall                       | ударные                          |
| 1999 | Ravishing Grimness              | Darkthrone                    | ударные                          |
| 2001 | Plaguewielder                   | Darkthrone                    | ударные                          |
| 2003 | Hate Them                       | Darkthrone                    | ударные                          |
| 2004 | Sardonic Wrath                  | Darkthrone                    | ударные, вокал                   |
| 2006 | Too Old, Too Cold (сингл)       | Darkthrone                    | ударные, вокал, гитара           |
| 2006 | The Cult is Alive               | Darkthrone                    | ударные, вокал, гитара           |
| 2006 | Forebyggende krig (сингл)       | Darkthrone                    | ударные, вокал                   |
| 2007 | NWOBHM (EP)                     | Darkthrone                    | ударные, вокал, гитара           |
| 2007 | F.O.A.D.                        | Darkthrone                    | ударные, вокал                   |
| 2008 | Dark Thrones and Black Flags    | Darkthrone                    | ударные, вокал, гитара           |
| 2009 | Red Planet                      | Valhall                       | ударные                          |
| 2009 | Engangsgrill (split)            | Fenriz' Red Planet/Nattefrost | все (записан в 1993)             |
| 2009 | Fuck You All                    | Fuck You All                  | бас-гитара (записан в 2002)      |
| 2010 | Circle the Wagons               | Darkthrone                    | ударные, вокал, гитара           |
| 2013 | The Underground Resistance      | Darkthrone                    | все                              |
| 2015 | Regress FF                      | Regress FF                    | все (записан в 1994)             |
| 2016 | Arctic Thunder                  | Darkthrone                    | ударные, бас-гитара, гитара      |
| 2016 | Traditional Doom Cult           | Isengard                      | все (записан 1989—1990)          |
| 2019 | Old Star                        | Darkthrone                    | ударные                          |
| 2021 | Eternal Hails……                 | Darkthrone                    | все                              |
| 2022 | Astral Fortress                 | Darkthrone                    | ударные, синтезатор, гитара      |
| 2024 | Arcana Rising                   | Coffin Storm                  | вокал                            |
| 2024 | It Beckons Us All......         | Darkthrone                    | ударные, вокал                   |

### Приглашенная звезда
- Ulver — вокал в песне «A Song Of Liberty Plates 25-27» с альбома Themes from William Blake's The Marriage of Heaven and Hell (1998)
- Aura Noir — дополнительный вокал в Increased Damnation (2000) и The Merciless (2004)
- Red Harvest — дополнительный вокал в «Absolut Dunkel: heit» from the album Cold Dark Matter (2000)
- Cadaver Inc. — дополнительный вокал в Discipline (2001)
- Audiopain — часть текста в Revel in Desecration (2002)
- Trashcan Darlings — дополнительный вокал в «Dehumanizer» с альбома Episode 1: The Lipstick Menace (2002)